# Bedum
Bedum es un antiguo municipio localizado en el noreste de los Países Bajos en la provincia de Groninga. Ocupa una superficie de 44,96 km², de los que 0,39 km² corresponde a la superficie ocupada por el agua. En octubre de 2014 contaba con 10.450 habitantes.
El municipio está formado por trece núcleos de población: Bedum, que con 8.565 habitantes en 2014 es la capital del municipio, Ellerhuizen, Koningslaagte, Menkeweer, Noordwolde, Onderdendam, Onderwierum, Plattenburg, Rodewolt, Sint Annerhuisjes, Ter Laan, Westerdijkshorn, Willemsstreek y Zuidwolde.
Bedum se encuentra en la línea ferroviaria que une Groninga con Delfzijl y sobre el canal de Boterdiep. Su riqueza se basó históricamente en la extracción de turba, actividad con la que se relaciona también al santo local, san Walfridus, quien hacia el año 1000 habría regulado las actividades mineras. La actualmente iglesia reformada de San Walfridus fue fundada en el siglo XI como iglesia de peregrinación para conmemorar a Walfridus y a su hijo Radfridus, quienes habrían muerto asesinados por los normandos. De estilo románico, aunque ampliada en el siglo XV en estilo gótico, cuenta con una característica torre inclinada. 
Tras la ocupación nazi, Bedum fue liberado el martes 17 de abril de 1945 por fuerzas canadienses pertenecientes a Recce VIII, 2 ª división de la Infantería de Canadá.
En Bedum nació el 23 de enero de 1984 el futbolista Arjen Robben.

## Galería

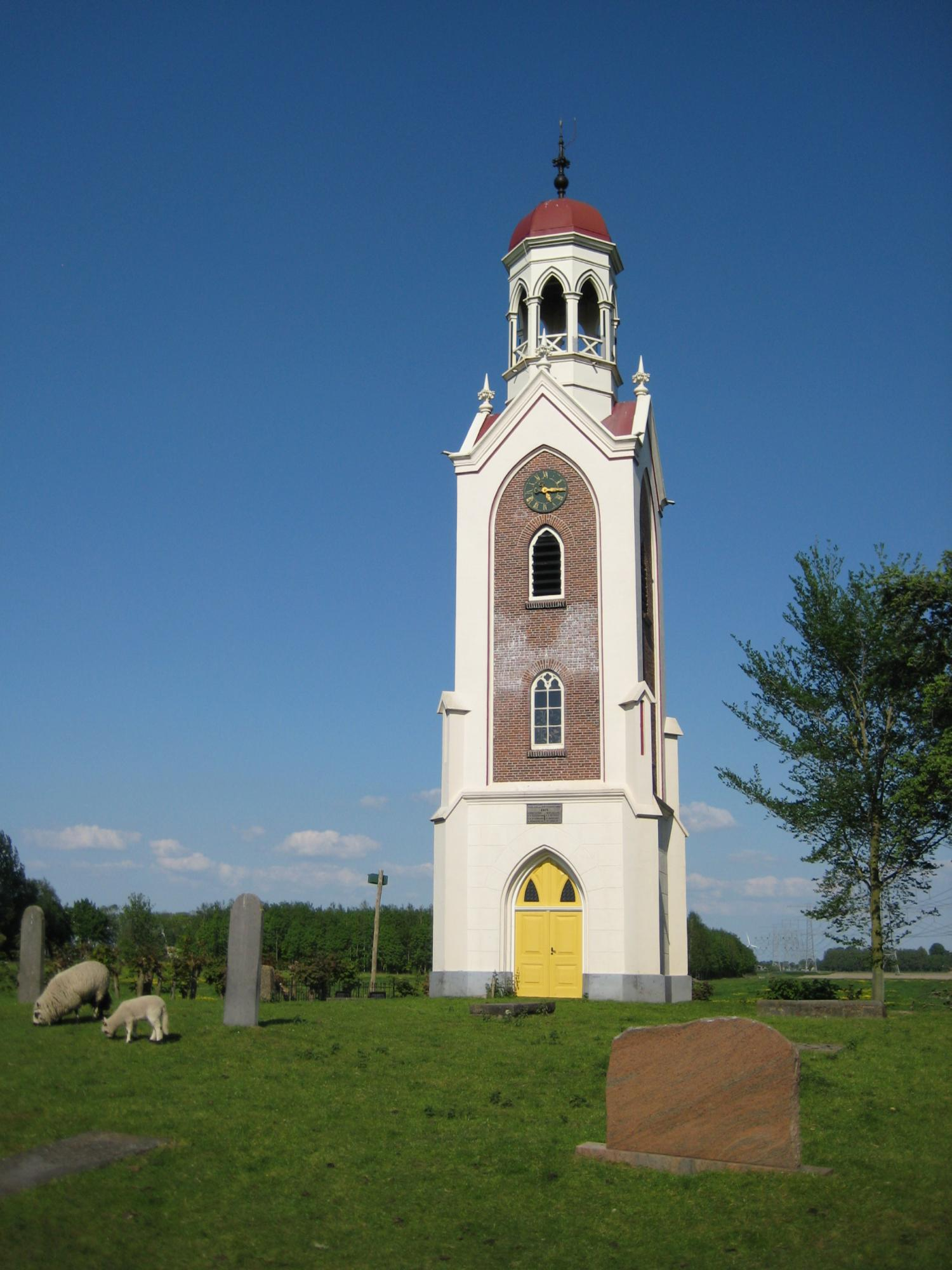
Torre de la iglesia de Westerdijkshorn.
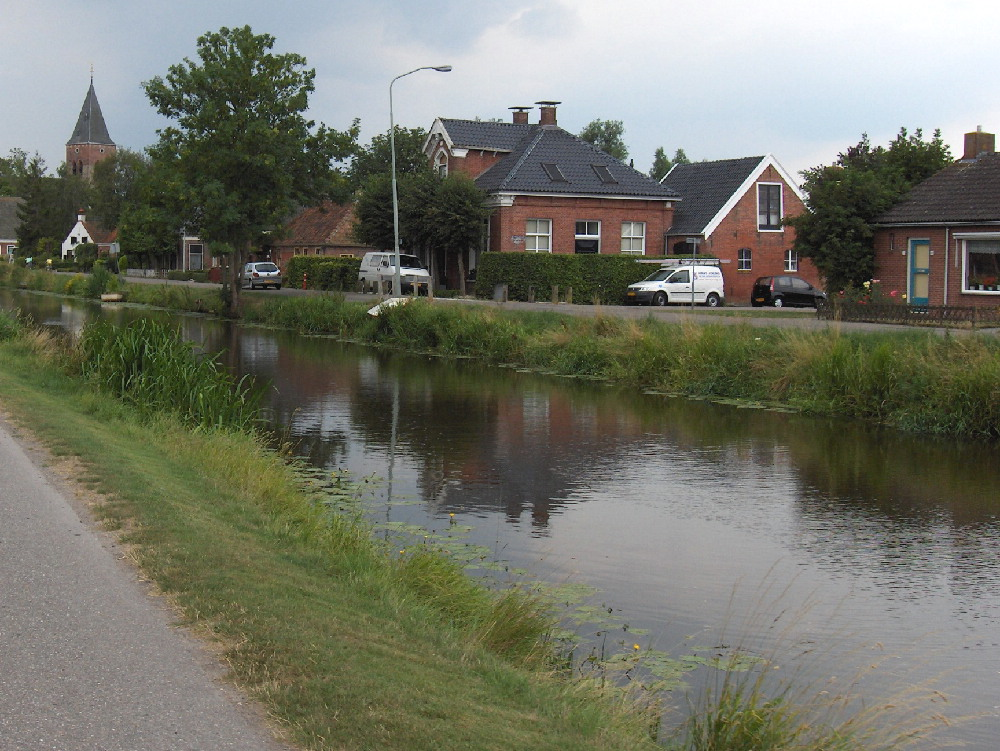
El Boterdiep a su paso por Zuidwolde.
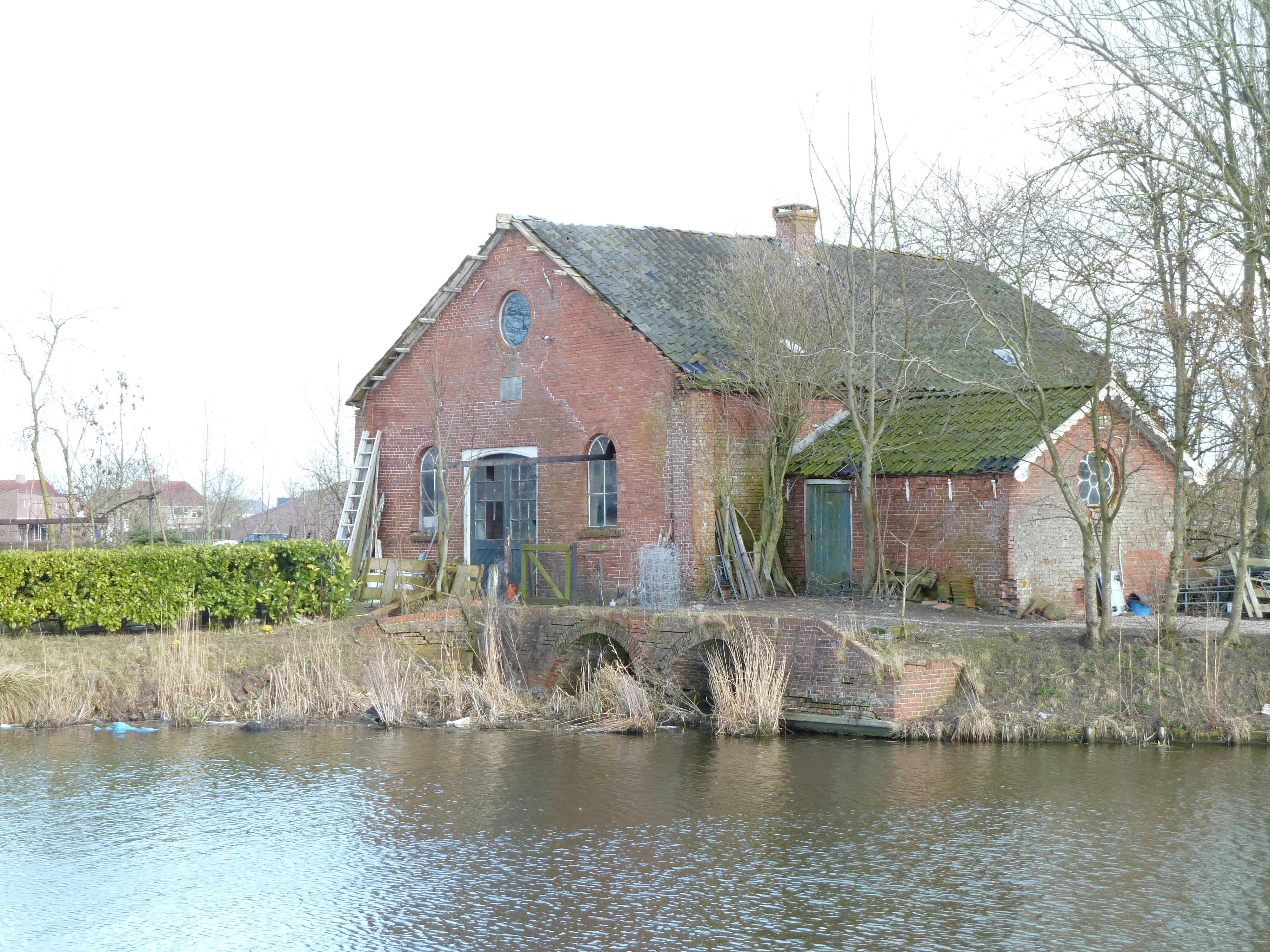
Antigua estación de bombeo en Ter Laan.
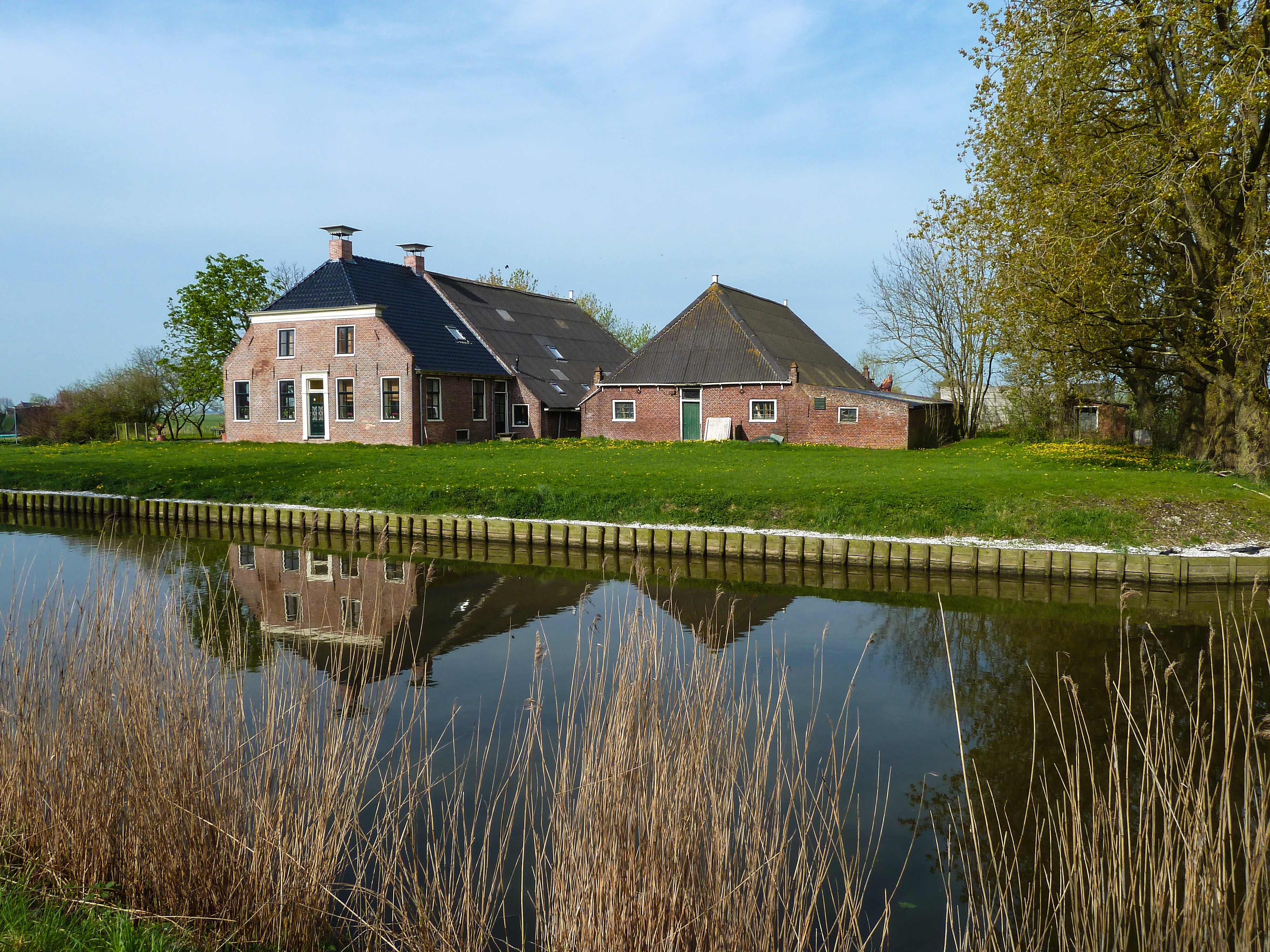
Una granja en Menkeweer.
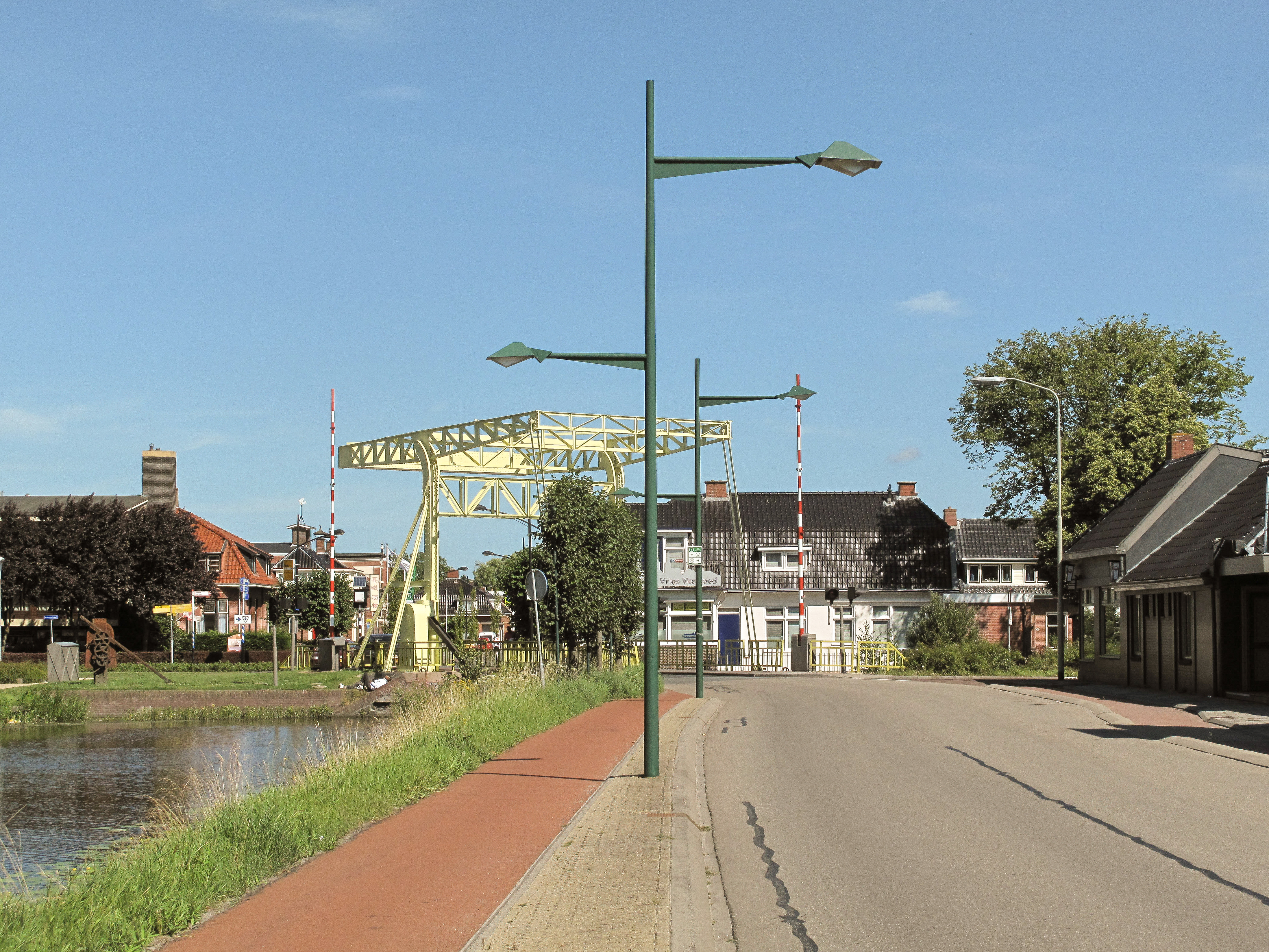
Vista del puente (brug de Gele Klap) en Bedum
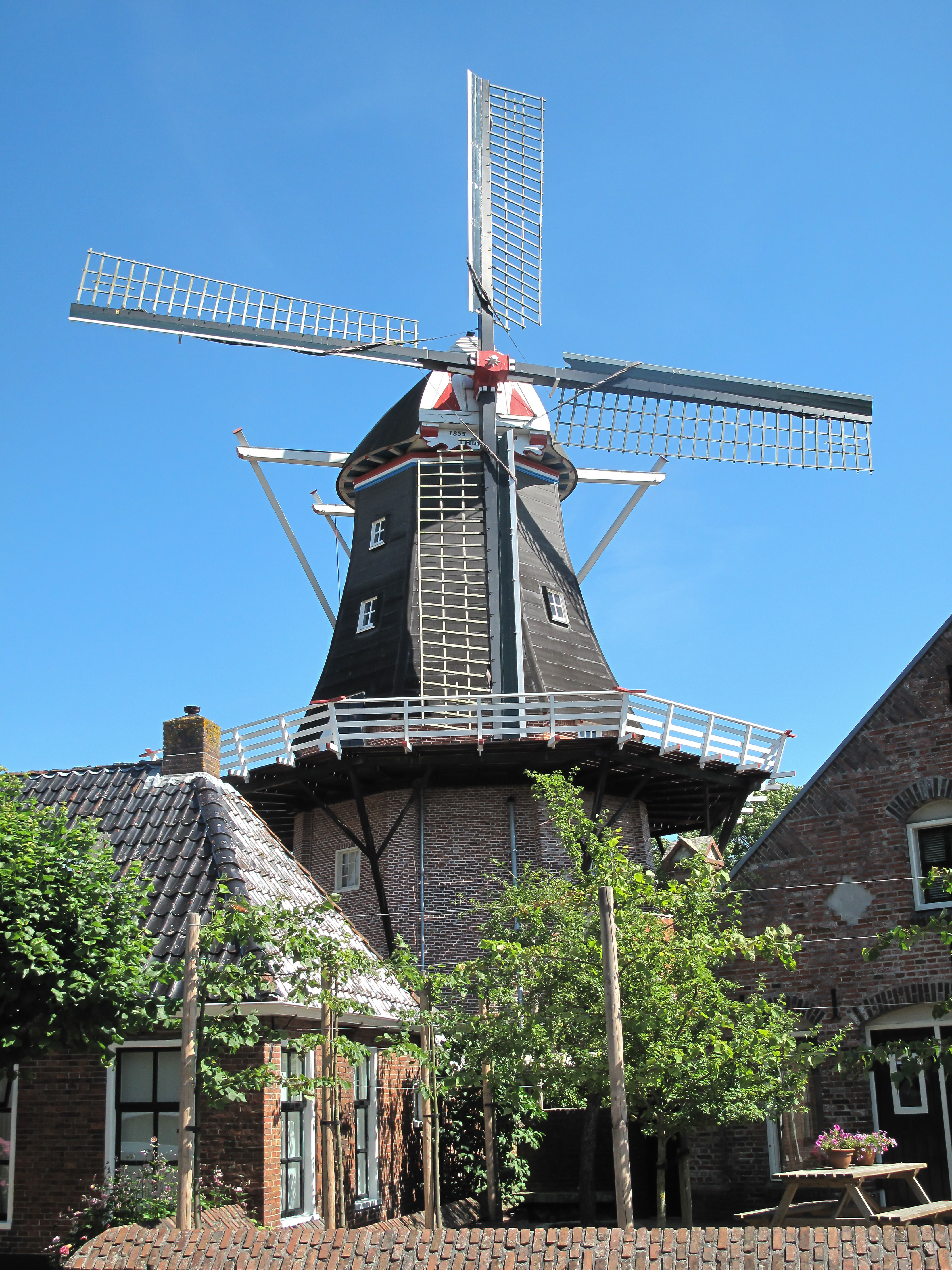
El molino en Onderdendam